# 明斯克動物園

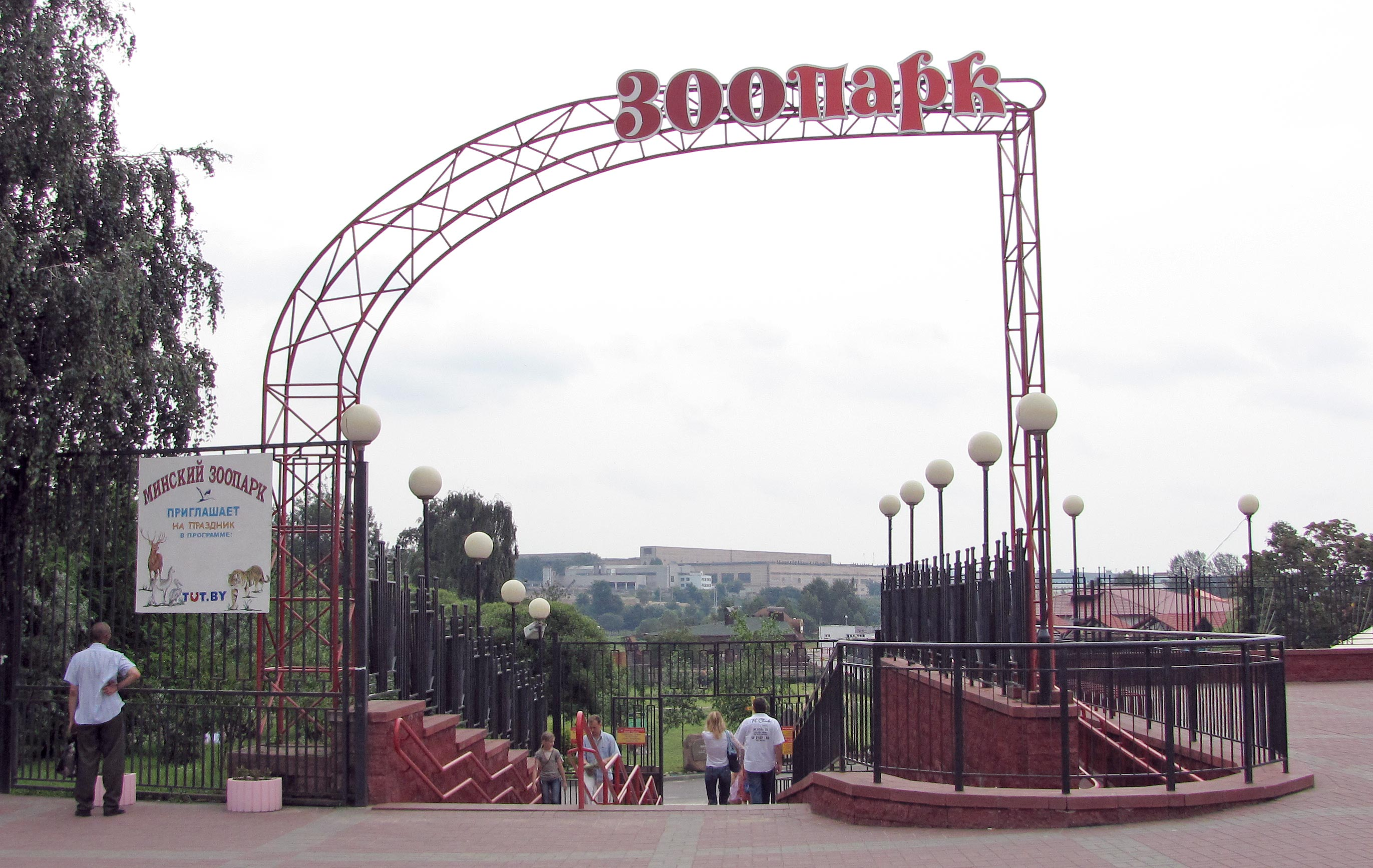
動物園入口

明斯克動物園是位於白俄羅斯首都明斯克東南部的一個動物園，靠近斯維斯拉奇河。明斯克動物園面積42公頃，設立於1984年，是由明斯克汽車廠的自然愛好者創建。明斯克動物園在1984年8月9日首次對遊客開放。蘇聯解體之後，明斯克動物園一度陷入停滯。之後明斯克動物園開始進行改革，並在員工的努力下得以擴大規模。明斯克市政府也對明斯克動物園進行了補貼。

## 外部連結
- Site of the Minsk zoo （页面存档备份，存于）
- History of the Minsk zoo （页面存档备份，存于）

53°51′2″N 27°38′5″E / 53.85056°N 27.63472°E